# کمبود ریبوفلاوین

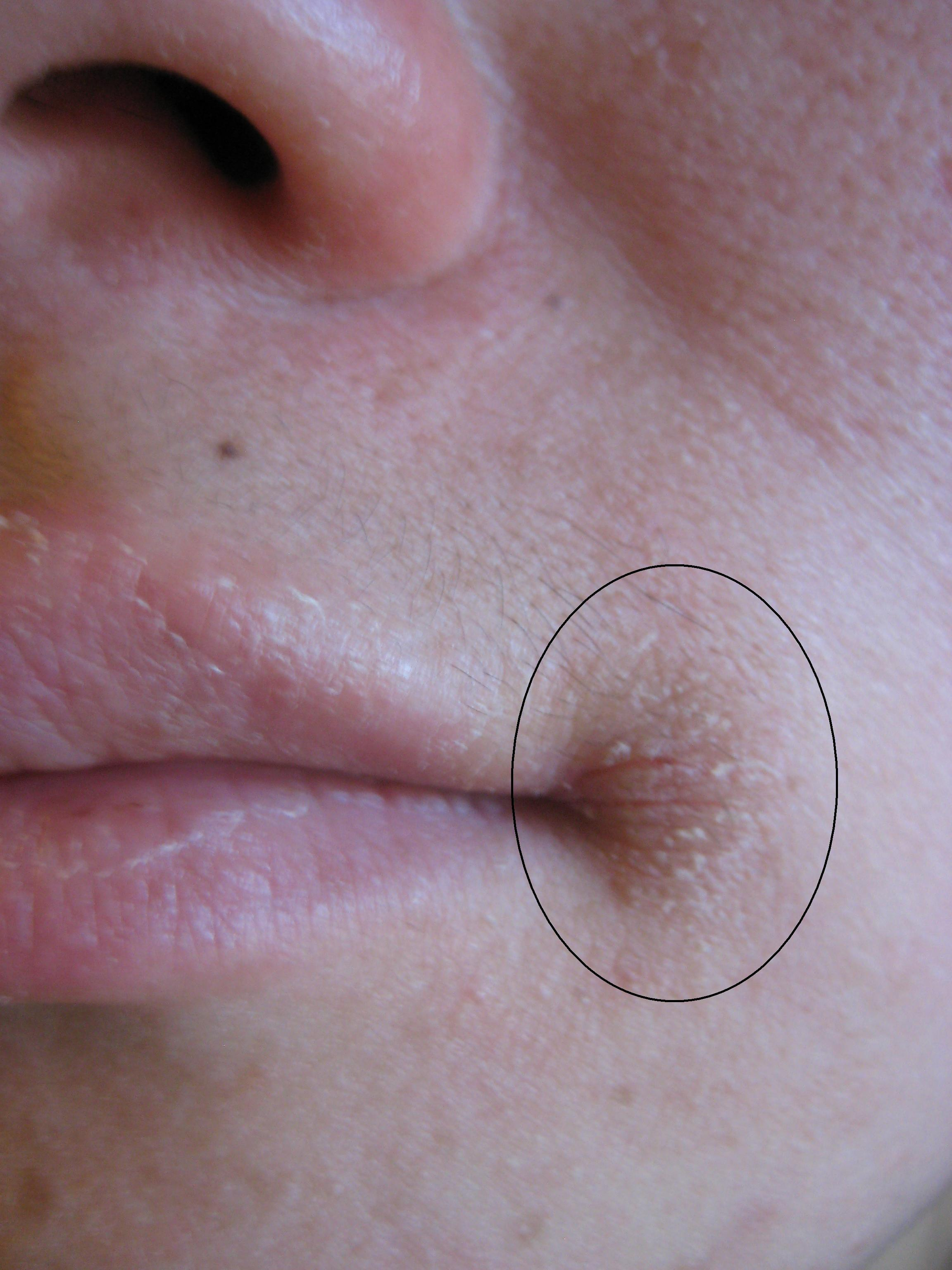
علائم کمبود ریبلوفلاوین

کمبود ریبلوفلاوین یا آریبوفلاوینوز در اثر کمبود ویتامین ب۲ (ریبوفلاوین) در بدن ایجاد می‌شود. این اختلال معمولاً همراه با سوءتغذیه پروتئین-انرژی یا الکلیسم دیده‌می‌شود.
این اختلال در ابتدا با نام پلاگرا سین پلاگرا شناخته‌می‌شد، چرا که برخی علایم آن به پلاگرا، حاصل از کمبود نیاسین، شباهت داشت.
میزان میانگین ریبوفلاوین مورد نیاز بدن روزانه بین ۱٫۱ تا ۱٫۳ میلی‌گرم برای بزرگسالان و ۱٫۶ برای زنان باردار یا شیرده می‌باشد.

## علت
شایع‌ترین علت کمبود ریبوفلاوین در بدن رژیم غذایی نامناسب است. به همین دلیل این اختلال بیش‌تر در کسانی که به‌طور محدود از غذاهای حاوی ریبوفلاوین چون گوشت، تخم‌مرغ، شیر، پنیر، ماست، سبزی و آرد کامل استفاده می‌کنند دیده‌می‌شود.
کمبود ریبوفلاوین هم‌چنین می‌تواند در افرادی که دچار نقص در فعالیت‌های کبدی هستند ایجاد شود، چرا که مانع از استفادهٔ مناسب از ویتامین‌ها می‌شود. به همین دلیل اختلال در جذب ریبوفلاوین و سایر ویتامین‌ها چون تیامین در افراد دچار به الکلیسم نیز شایع است.
نوردرمانی جهت درمان زردی در خردسالان نیز موجب از بین رفتن ریبوفلاوین می‌شود که ممکن است باعث ایجاد کمبود این ویتامین در بدن شود.

## علایم
علایم کمبود ریبوفلاوین اغلب عبارت‌اند از گلو درد، قرمزی و التهاب غشاءهای مخاطی دهان و گلو، التهاب گوشهٔ لب، استوماتیت، گلوسیت (التهاب زبان)، درماتیت سبورئیک و کاهش میزان گلبول‌های قرمز خون.
کمبود ریبوفلاوین معمولاً با کمبود سایر ویتامین‌های محلول در آب همراه است.
مطالعات انجام‌شده در مورد شیوع سرطان مری در میان ترکمن‌های عراق نشان می‌دهند که کمبود مزمن ریبوفلاوین و تومورهای بدخیم در مری به هم ارتباط دارند.
هم‌چنین یکی از مطالعات انجام‌شده بر زنان باردار نشان داده است که احتمال ابتلا به پره‌اکلامپسی در زنان دارای کمبود ریبوفلاوین ۴٫۷برابر زنان سالم است.